# Lyngby (Norddjurs)
Lyngby is een plaats in de Deense regio Midden-Jutland, gemeente Norddjurs, en telt 365 inwoners (2007).

## Geboren
- Alexander Jakobsen (1993), voetballer